# Elisabet II del Regne Unit
Elisabet II del Regne Unit, nascuda Elizabeth Alexandra Mary Windsor (Londres, Anglaterra, 21 d'abril de 1926 – Castell de Balmoral, Aiberdeenshire, Escòcia, 8 de setembre de 2022), fou una aristòcrata anglesa que exercí des de 1952 fins a la seua mort els càrrecs de reina del Regne Unit de la Gran Bretanya i Irlanda del Nord, governadora suprema de l'Església d'Anglaterra i cap de la Mancomunitat de Nacions (en anglès, Commonwealth). El seu regnat de 70 anys i 214 dies és el més llarg de qualsevol monarca britànic, el segon més llarg de qualsevol estat sobirà i el més llarg de qualsevol reina regnant de la història.

## Resum
Dins la Mancomunitat de Nacions hi hagué quinze Estats independents constituïts en regne que compartiren el seu rol de reina com a cap d'estat: el Regne Unit, el Canadà, Austràlia, Nova Zelanda, Jamaica, Bahames, Grenada, Papua Nova Guinea, les Illes Salomó, Tuvalu, Saint Lucia, Saint Vincent i les Grenadines, Belize, Antigua i Barbuda, i Saint Christopher i Nevis.
El 1947 contragué matrimoni amb el príncep Felip de Grècia i Dinamarca, amb qui tingué quatre fills: Carles, Anna, Andreu i Eduard. Des de 2007 fou la monarca més longeva de la història britànica i, des de 2015, la que més temps hi regnà en haver superat la seva rebesàvia, la reina Victòria.
Els seus jubileus de plata, or, diamant, safir i platí varen celebrar-se els anys 1977, 2002, 2012, 2017 i 2022, respectivament. El seu paper polític abraçà grans àrees, tingué funcions constitucionals significatives i actuà com a focus de la unitat nacional dels britànics i com a representant de la seva nació davant del món.
La seua mort es produí el 8 de setembre de 2022 al Castell de Balmoral d'Escòcia, després d'un ràpid declivi del seu estat de salut en qüestió de dies. Aquest fet comportà l'activació de l'Operació Unicorn, una branca protocol·lària de l'Operació London Bridge –de terminis molt més dilatats i de gran envergadura sociopolítica i econòmica– en cas que la defunció es produís en terres escoceses.

## Primers anys

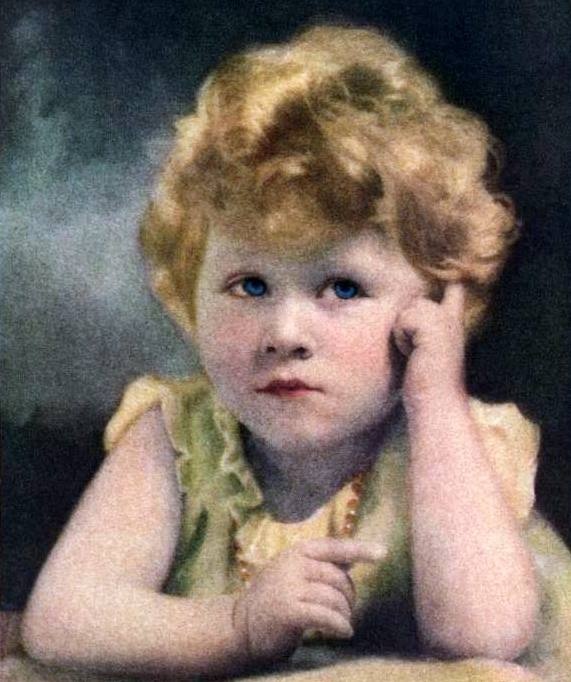
La princesa Elisabet als 3 anys (1929).

Elisabet fou la primera filla del príncep Albert, duc de York (més tard rei Jordi VI) i de la seva esposa Elisabet, duquessa de York (més tard reina Elisabet). El seu pare era el segon fill del rei Jordi V i de la reina Maria, i la seva mare era la filla menor de l'aristòcrata escocès Claude Bowes-Lyon, XIV comte de Strathmore i Kinghorne. Elisabet va néixer per cesària a les 2:40 GMT el 21 d'abril de 1926 a la casa londinenca del seu avi matern en el número 17 de Bruton Street, Mayfair. Posteriorment, va residir breument en un habitatge adquirit pels seus pares poc després del seu naixement en el número 145 de Piccadilly a Londres i en la residència White Lodge a Richmond Park. El 29 de maig de 1926, l'arquebisbe de York, Cosmo Lang, la va batejar sota la religió anglicana a la capella privada del Palau de Buckingham (destruïda durant els bombardejos de Londres a la Segona Guerra Mundial). Va ser nomenada «Elisabet» en honor de la seva mare, «Alexandra» per la mare de Jordi V (la seva besàvia paterna), que havia mort sis mesos abans i «Mary» per la seva àvia paterna. En la intimitat, se l'anomenava «Lilibet». Jordi V apreciava molt la seva neta i durant la seva greu malaltia el 1929, les seves visites periòdiques li van pujar l'ànim i van afavorir la seva recuperació, segons van acreditar la premsa pública i els seus biògrafs posteriors.
L'única germana d'Elisabet era la princesa Margarida, nascuda l'any 1930. Totes dues van ser educades a casa sota la supervisió de la seva mare i de Marion Crawford, la seva institutriu, anomenada informalment «Crawfie». Les classes es concentraven principalment en història, llengua, literatura i música. Per a consternació de la família reial, Crawford més tard va publicar un llibre biogràfic sobre els primers anys d'Elisabet i Margarida titulat The Little Princesses. El llibre descriu l'amor d'Elisabet pels cavalls i els gossos, la seva disciplina i la seva actitud de responsabilitat. Uns altres van fer ressò de tals observacions: Winston Churchill va descriure Elisabet quan tenia dos anys com «un personatge. Té un aire d'autoritat i reflexió sorprenents per a un infant». La seva cosina Margaret Rhodes la va descriure com «una nena alegre però, fonamentalment, sensible i de bon comportament».

## Hereva legal de la corona

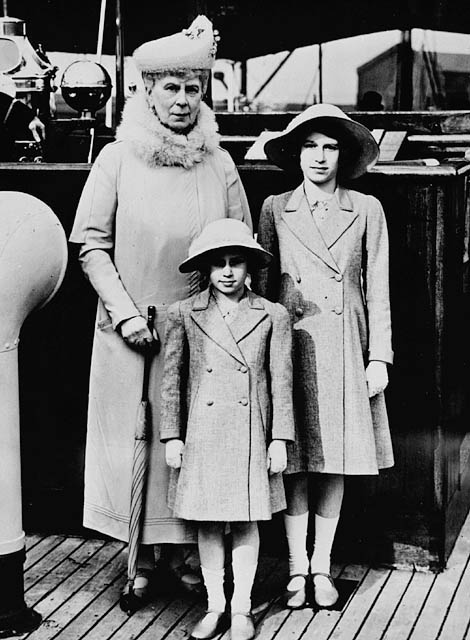
La princesa Elisabet (dreta) al costat de la seva àvia, Maria de Teck i la seva germana Margarida (centre), l'any 1939.

Com a neta del monarca, el títol complet d'Elisabet en néixer era s'Altesa Reial la princesa Elisabet de York. Era tercera en la línia de successió al tron darrere del seu oncle, Eduard, príncep de Gal·les i del seu pare. A pesar que el seu naixement va produir interès públic, no s'esperava que es convertís en reina, tenint en compte que el príncep de Gal·les era jove i, per tant, molts creien que es casaria i tindria fills. El 1936, quan el seu avi va morir i Eduard el va succeir com a rei (com Eduard VIII), Elisabet va passar a ocupar el segon lloc en la línia de successió al tron després del seu pare. Aquell mateix any, Eduard VIII va abdicar després de la crisi constitucional causada per la seva proposta de matrimoni amb Wallis Simpson, una divorciada estatunidenca. A pesar que legalment podia casar-se, els ministres li van recomanar que no ho fes ja que el poble mai l'acceptaria com a reina i, com a monarca constitucional, Eduard estava obligat a acceptar el criteri del consell de ministres. Jordi V havia expressat les seves opinions sobre el seu fill gran: «Prego a Déu que el meu fill gran mai no es casi ni tingui fills, perquè res no s'interposi entre Bertie i Lilibet i el tron». Amb l'abdicació d'Eduard VIII, el pare d'Elisabet es va convertir en rei i ella en l'hereva legal amb el títol de s'Altesa Reial la princesa Elisabet.
Elisabet va rebre classes particulars d'història constitucional per part d'Henry Marten, el rector de l'Eton College, i va aprendre l'idioma francès amb l'ajut de diverses institutrius. El moviment escolta Girl Guides, la primera companyia del Palau de Buckingham, es va formar específicament perquè Elisabet pogués relacionar-se amb nenes de la seva edat. Més tard, es va inscriure a l'organització juvenil Sea Ranger.
L'any 1939, els pares d'Elisabet van realitzar una gira pel Canadà i els Estats Units. Com l'any 1927, en què van recórrer Austràlia i Nova Zelanda, Elisabet va romandre a Gran Bretanya atès que el rei va pensar que era massa jove per efectuar visites públiques. Elisabet «mirava plorosa» quan els seus pares marxaven. Es comunicaven per cartes regularment i el 18 de maig, Elisabet i els seus pares van fer la primera trucada telefònica trasatlántica reial.

### Segona Guerra Mundial
Des de setembre de 1939, amb l'esclat de la Segona Guerra Mundial, Elisabet i la seva germana menor Margarida van estar-se al castell de Balmoral, a Escòcia, fins al Nadal de 1939, que es van traslladar a Sandringham House, a Norfolk. De febrer a maig de 1940 van residir a Royal Lodge, fins que se les va traslladar al castell de Windsor, on van estar-se la gran part dels següents cinc anys. Es va suggerir que es portés les nenes al Canadà, però la seva mare va rebutjar la proposta: "Les nenes no marxaran sense mi. Jo no deixaré el rei. I el rei mai no marxarà".

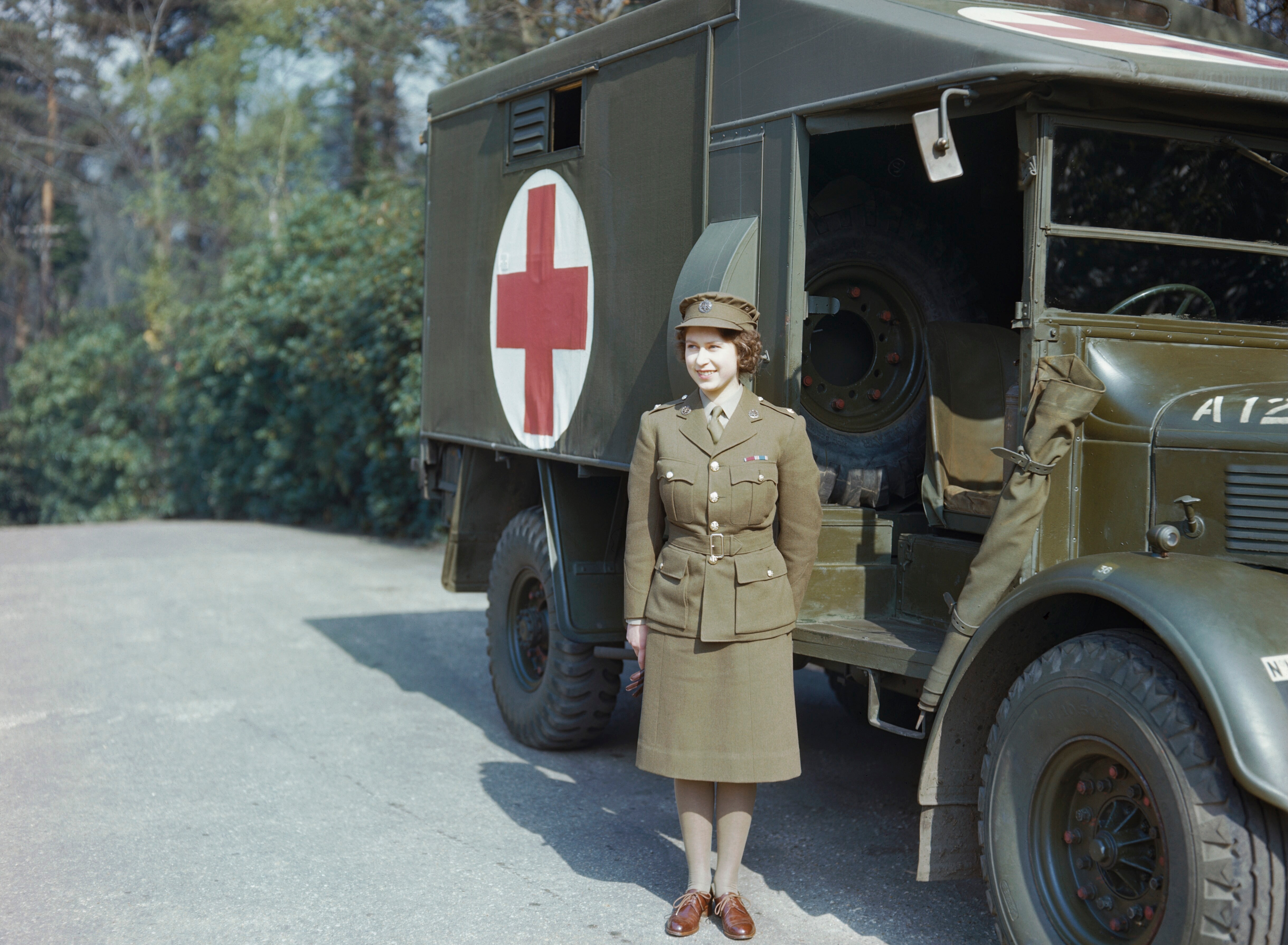
La princesa Elisabet com a subalterna segona honorària al Servei Territorial Auxiliar de Dones (1945).

El 1943, a l'edat de 16 anys, Elisabet va realitzar la seva primera aparició pública en solitari en una visita a la Guàrdia de Granaders, de la qual havia estat nomenada coronel en cap l'any anterior. A mesura que s'acostava el seu 18è aniversari, van ser modificades les lleis perquè pogués actuar com un dels cinc consellers d'Estat en el cas d'incapacitat del seu pare o per absència d'ell mateix, com va passar quan va visitar Itàlia en juliol de 1944. Al febrer de 1945, va ingressar al Servei Territorial Auxiliar de Dones com a subalterna segona (tinent segona) honorària amb el número de servei 230873. Es va formar com a conductora i mecànica, i va ser promoguda a comandant júnior (capitana) honorària cinc mesos després.
Durant la guerra, es van desenvolupar plans per sufocar el nacionalisme gal·lès en afiliar Elisabet més estretament amb Gal·les. Els polítics gal·lesos van proposar que es convertís en princesa de Gal·les en el seu 18è aniversari. La idea va ser recolzada pel ministre de l'Interior, Herbert Morrison, però va ser rebutjada pel rei perquè considerava que era un títol que pertanyia únicament a l'esposa del príncep de Gal·les. A més, aquest últim sempre havia estat l'hereu (en general, el fill gran del sobirà) i Elisabet era només l'hereva legal i podria ser reemplaçada en la línia de successió si el rei tingués un fill home. El 1946, va ser inclosa en la comunitat gal·lesa Gorsedd de Bardos al Eisteddfod Nacional de Gal·les.

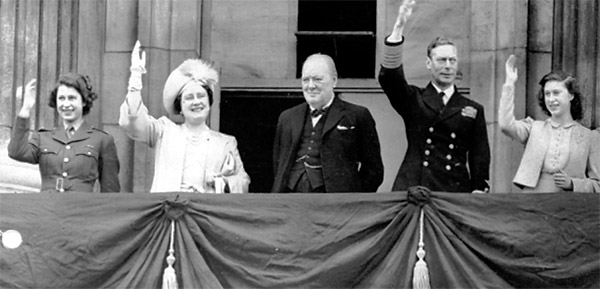
Dia de la Victòria a Europa (1945)

Al final de la guerra, el Dia de la Victòria a Europa, Elisabet i la seva germana es van dispersar entre la multitud de forma anònima per celebrar-ho als carrers de Londres. Més tard, va dir en una entrevista; «Els vam preguntar als nostres pares si podíem sortir i veure [la celebració] pel nostre compte. Recordo que estàvem molt espantades per si érem reconegudes... Recordo les files de persones desconegudes unint els seus braços i caminant per Whitehall, tots vam ser simplement envaïts per una marea de felicitat i alleujament». Dos anys més tard, la princesa va fer la seva primera gira per l'estranger quan va acompanyar els seus pares al sud d'Àfrica. Durant el recorregut, en una emissió especial a la Mancomunitat de Nacions el dia del seu vintè primer aniversari, va prometre: «Declaro davant vostès que la meva vida sencera, ja sigui llarga o curta, serà dedicada al nostre servei i al servei de la nostra gran família imperial a la qual tots pertanyem».

### Matrimoni
Elisabet va conèixer al seu futur espòs, el príncep Felip de Grècia i Dinamarca, el 1934, i no el va tornar a veure fins al 1937. Després d'una altra reunió en el Britannia Royal Naval College al juliol de 1939, Elisabet, de tan sols 13 anys, es va enamorar de Felip, fill dels prínceps Andreu de Grècia i Alícia de Battenberg, i van començar a comunicar-se per cartes. Es van casar el 20 de novembre de 1947 a l'Abadia de Westminster. Són cosins segons per part del rei Cristià IX de Dinamarca i cosins tercers per part de la reina Victòria. Abans del matrimoni, Felip va renunciar als seus títols grecs i danesos, es va convertir de l'ortodòxia grega a l'anglicanisme i va adoptar la denominació de tinent Felip Mountbatten, prenent el cognom de la família britànica de la seva mare. Just abans de les noces, va ser designat duc d'Edimburg i va rebre el tractament de s'Altesa Reial.
El matrimoni no va estar exempt de polèmiques: Felip no posseïa capacitat financera, provenia de l'estranger (a través d'un súbdit britànic) i tenia germanes que s'havien casat amb nobles alemanys relacionats amb els nazis. Marion Crawford va escriure: «Alguns dels consellers del rei no el consideraven prou bo per a ella. Era un príncep sense llar ni regne...». Si bé la mare d'Elisabet es va oposar inicialment a la relació, més tard va declarar al biògraf Tim Heald que Felip era un «cavaller anglès».
Elisabet i Felip van rebre 2500 regals de casament provinents de tot el món, encara que Gran Bretanya encara no s'havia recuperat de la devastació de la guerra. Elisabet, fins i tot, va necessitar cupons de racionament per adquirir els materials per al seu vestit de casament, dissenyat pel modista Norman Hartnell en setí de color ivori i decorat amb fil de plata, brodats de tul i 10.000 perles blanques importades directament d'Amèrica. El seu ram d'orquídies blanques i de murta, extret de l'arbust que havia plantat la reina Victòria després de les seves noces, va ser ofert a la tomba del soldat desconegut, acte que la seva mare havia realitzat també el 1923. Després de la cerimònia religiosa, es va oferir un dinar als convidats al Palau de Buckingham.
A la Gran Bretanya de postguerra, no era acceptable que els contactes alemanys de la família del duc d'Edimburg fossin convidats al casament, incloent-hi les seves tres germanes. Una de les notables absències va ser la d'Eduard, l'antic rei, que no va ser convidat, mentre que la seva germana, la princesa Maria, es va absentar per problemes de salut. Ronald Storrs va afirmar que no va ser cap protesta per l'exclusió del seu germà.

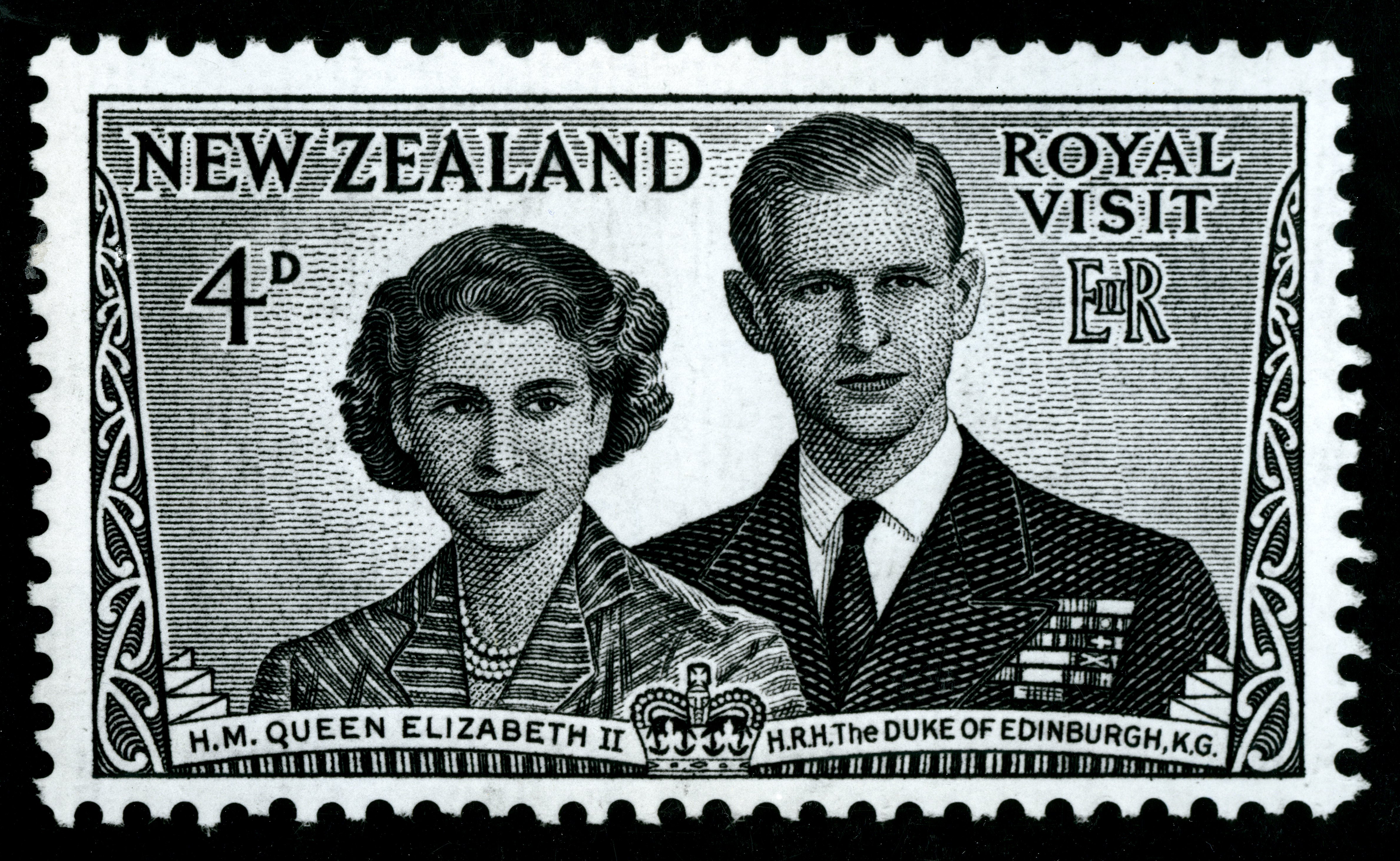
Elisabet II i el duc d'Edimburg en un segell neozelandès.

La cerimònia va estar oficiada per l'arquebisbe de Canterbury i el de York. Es va comptar amb la presència de vuit dames d'honor, entre elles la cosina d'Elisabet, Margaret Rhodes. El casament va tenir més de 2000 convidats i la ràdio BBC va transmetre en viu la celebració. El primer ministre Winston Churchill va definir el festeig com «un toc de color en el dur camí que hem de recórrer». Michael Parker, amic i secretari privat de Felip, va declarar que «[Felip] s'avorria terriblement amb totes les obligacions de la reialesa, tots aquells compromisos formals i encaixades de mans... No era la seva passió».
Elisabet va donar a llum al seu primer fill, el príncep Carles, el 14 de novembre de 1948, menys d'un mes després que Jordi VI emetés una patent reial que permetia als seus fills utilitzar el tractament i títol de príncep o princesa. La parella va tenir una filla el 1950, la princesa Anna.
Després del casament, la parella reial va residir a Windlesham Moor, prop del castell de Windsor, fins al 4 de juliol de 1949, que es van instal·lar a Clarence House, a Londres. Durant repetides ocasions entre 1949 i 1951, el duc d'Edimburg va ser destinat al protectorat britànic de Malta com a oficial de la Marina Reial. Tant ell com la seva dona van viure de manera intercalada, durant diversos mesos, en el llogaret maltès de Gwardamangia, a Vila Gwardamangia i a la casa llogada de l'oncle de Felip, lord Mountbatten. No obstant això, els seus fills van quedar-se al Regne Unit.

## Regnat

### Successió icoronació
La salut de Jordi VI va empitjorar durant 1951 (se li va diagnosticar càncer de pulmó al setembre, va patir una obstrucció arterial i se li va practicar una resecció pulmonar) i Elisabet aviat el va substituir en pràcticament tots els actes públics. A l'octubre d'aquell any, va realitzar una gira pel Canadà i va visitar el president dels Estats Units Harry S. Truman a Washington. En el viatge, el seu secretari privat, Martin Charteris, portava amb si la declaració d'adhesió, en cas que el rei morís durant la gira. A principis de 1952, Elisabet i Felip van partir per a una gira per Austràlia, Nova Zelanda i Kenya. El 6 de febrer de 1952, quan tot just havien arribat a Sagana Lodge, la seva residència oficial en aquest últim país, i després de passar una nit a l'Hotel Treetops, van rebre la notícia de la mort del pare d'Elisabet. Felip va ser l'encarregat de transmetre el fet a la nova reina. Charteris li va demanar que escollís un nom per ocupar el càrrec i ella va optar per Elisabet, «per descomptat», segons va declarar. Va ser proclamada reina i la comitiva reial es va afanyar per tornar al Regne Unit, on el matrimoni va ser traslladat al palau de Buckingham.

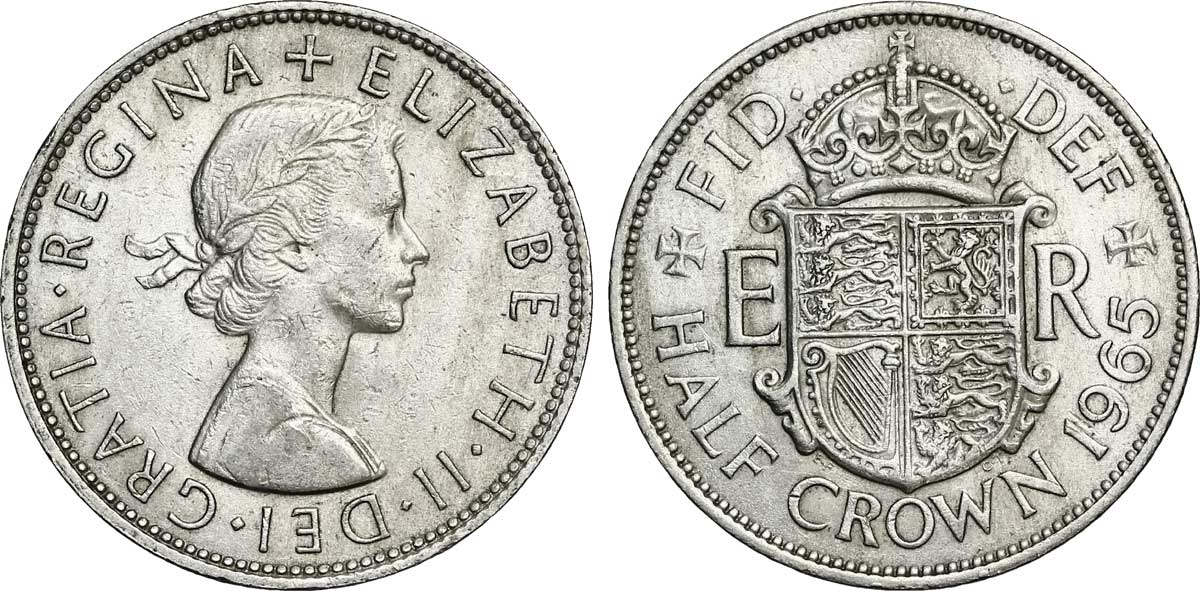
Efígie d'Elisabet II del Regne Unit.

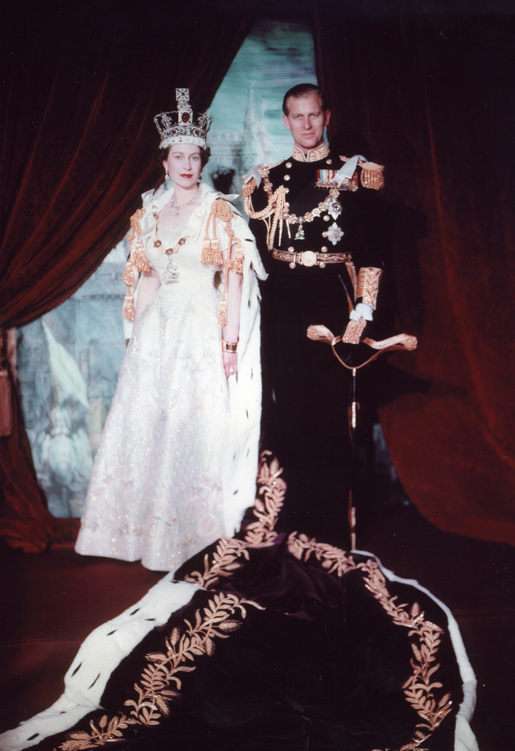
Retrat de la coronació amb el seu marit Felip, 1953

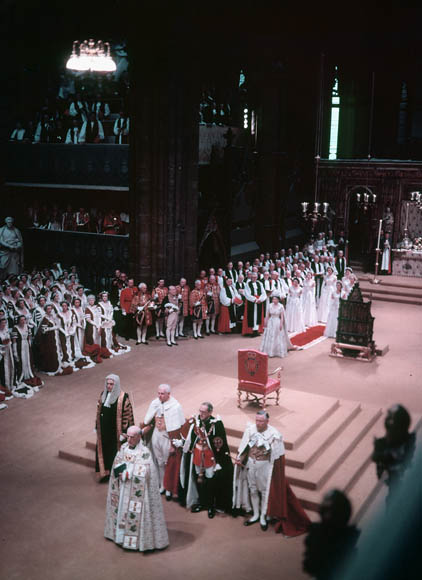
Captura de la cerimònia de coronació d'Elisabet II (1953).

Amb l'adhesió d'Elisabet, semblava probable que la casa reial portés el nom del seu marit. Lord Mountbatten va pensar que es convertiria, a partir de llavors, en la Casa Mountbatten, ja que Elisabet hauria pres el cognom de Felip després del matrimoni. No obstant això, la reina Maria i el primer ministre britànic Winston Churchill es van manifestar a favor de mantenir el nom de la Casa de Windsor. El duc, per la seva banda, es va queixar: «soc l'únic home al país al qual no se li permet donar el seu cognom als seus propis fills». El 1960, després de la mort de la reina Maria el 24 de març de 1953 i la renúncia de Churchill el 1955, es va adoptar el cognom Mountbatten-Windsor per a Felip i els descendents masculins d'Elisabet que no posseïssin títols reials.
Enmig dels preparatius per a la coronació, la princesa Margarida va informar a la seva germana que volia casar-se amb Peter Townsend, un plebeu divorciat 16 anys més gran que ella i amb dos fills del seu anterior matrimoni. La reina els va demanar que esperessin un any. En paraules de Martin Charteris, «la reina va ser naturalment simpàtica amb la princesa, però crec que ella va pensar -més aviat, espero- que en un moment donat, el festeig acabés». Els polítics d'alt rang estaven en contra de la unió i l'Església d'Anglaterra no permetia el matrimoni després d'un divorci si l'excònjugue continuava viu. Si Margarida contreia matrimoni civil, havia de renunciar al seu dret de successió. Finalment, va decidir abandonar els seus plans amb Townsend. El 1960, es va casar amb Antony Armstrong-Jones, I comte de Snowdon. La parella es va divorciar el 1978 i Margarida no va tornar a casar-se.

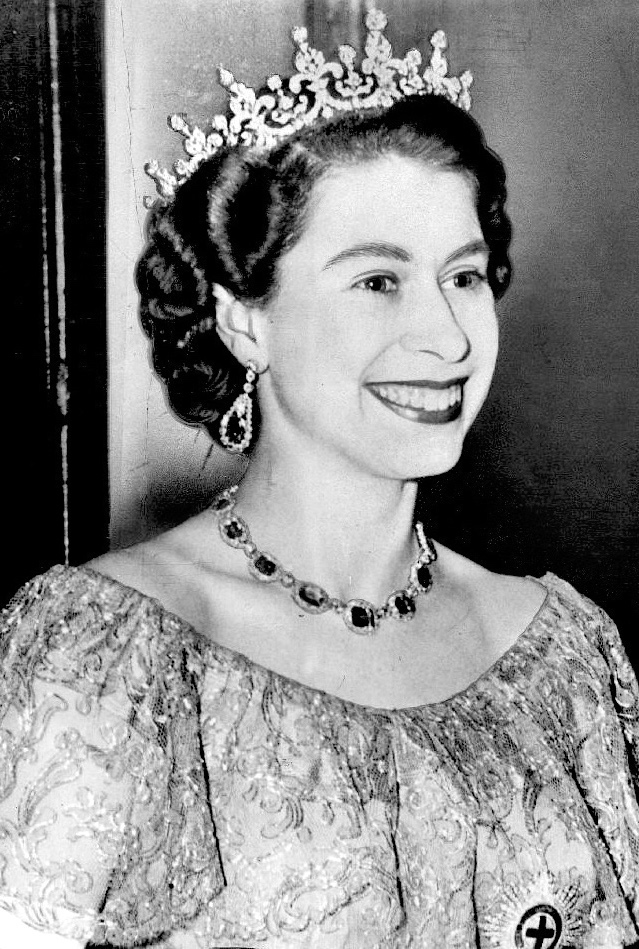
Elisabet II a l'inici del seu regnat.

Tot i el decés de la reina Maria, deu setmanes abans de la coronació, l'acte es va celebrar a l'Abadia de Westminster el 2 de juny de 1953. Abans de morir, la reina Maria havia aclarit que en cas de la seva mort la coronació no havia de posposar-se. Tota la cerimònia, amb excepció de la unció i la comunió, va ser televisada per primera vegada en la història britànica i la cobertura va ser fonamental per a impulsar popularitat al medi. El nombre de llicències de televisió al Regne Unit es va duplicar a 3 milions, i més de 20 milions d'espectadors van veure l'esdeveniment a les cases dels seus amics o veïns. A l'Amèrica del Nord, poc menys de 100 milions d'espectadors van veure les transmissions. Elisabet va lluir un vestit encarregat a Norman Hartnell brodat, segons les seves instruccions, amb els emblemes florals dels països de la Mancomunitat de Nacions: Rosa Tudor anglesa, card escocès, porro gal·lès, shamrock irlandès, Acacia pycnantha australiana, fulla d'auró canadenc, falguera platejada neozelandesa, protea sud-africana, lotus sagrat per Índia i Ceilan, i blat, cotó i jute pel Pakistan.
Elisabet II és la monarca que més temps ha regnat en la història britànica (70 anys). Només cinc altres reis i reines han regnat al Regne Unit durant més de 50 anys: Victòria (63 anys), Jordi III (59 anys), Enric III (56 anys), Eduard III (50 anys) i Jaume VI d'Escòcia i I d'Anglaterra (58 anys).

### Evolució de la Mancomunitat de Nacions

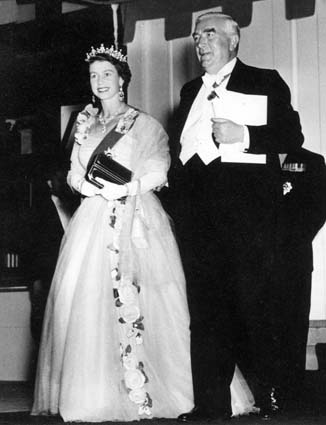
La reina Elisabet II amb el primer ministre australià Robert Menzies durant la seva primera visita a Austràlia el 1954.

Al llarg de la seva vida, Elisabet ha estat testimoni de la transformació progressiva de l'Imperi britànic a la Mancomunitat de Nacions. En el moment de la seva ascensió al tron el 1952, el seu paper com a cap nominal de diversos Estats independents ja estava establert. Entre 1953 i 1954, la reina i el seu marit es van embarcar en una gira de sis mesos per arreu del món, i es va convertir en la primera reina d'Austràlia i Nova Zelanda en visitar aquests països. Durant el recorregut, les multituds que s'acostaven eren immenses. Es va calcular que tres quartes parts de la població australiana van veure passar la reina. Al llarg del seu regnat, ha realitzat nombroses visites d'Estat a altres països, especialment a aquells pertanyents a la Mancomunitat de Nacions, el que l'ha portat a ser la monarca que més ha viatjat en la història del Regne Unit.
El 1956, el primer ministre francès Guy Mollet i el primer ministre britànic sir Anthony Eden van debatre sobre la possibilitat d'incloure França a la Mancomunitat de Nacions. La proposta mai va ser acceptada i l'any següent França va signar els Tractats de Roma, que establien la creació de la Comunitat Econòmica Europea, precursora de la Unió Europea. El novembre de 1956, el Regne Unit i França van envair Egipte en un intent fallit per recuperar el canal de Suez. La polèmica es va desencadenar quan lord Mountbatten va declarar que la reina es va oposar a la invasió, alhora que Eden va negar aquesta afirmació i finalment va dimitir dos mesos després.

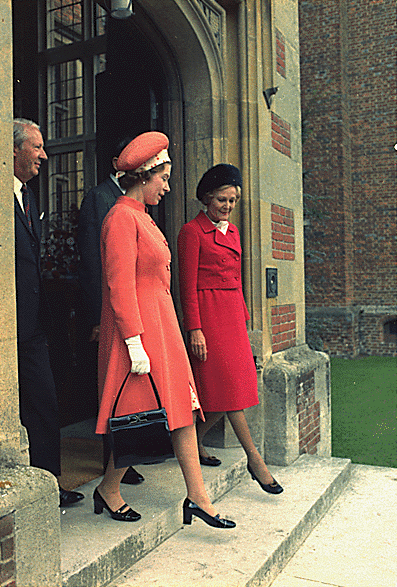
Elisabet (esquerra) amb la primera dama dels Estats Units Pat Nixon; el president Richard Nixon queda tapat darrere la reina. Els acompanya el primer ministre britànic Edward Heath (1970).

L'absència d'un mecanisme formal en el Partit Conservador per a l'elecció d'un líder significava que, després de la dimissió d'Eden, li corresponia a la reina decidir qui integraria la comissió per formar el nou govern. Eden va recomanar a Elisabet que ho consultés amb lord Salisbury (el lord president del Consell). Lord Salisbury i lord Kilmuir (el lord canceller) van consultar el Gabinet, a Winston Churchill i els legisladors del Consell d'Administració del Comitè 1922. Com a resultat, Elisabet va nomenar al seu candidat recomanat: Harold Macmillan.
El 1957, la crisi de Suez i l'elecció del successor d'Eden van portar a la primera gran crítica contra la reina. En una publicació editada i produïda per lord Altrincham, ell la va acusar d'«haver perdut el contacte». Altrincham va ser denunciat per diverses figures públiques i agredit físicament per un membre del públic enfadat pels seus comentaris. Sis anys després, l'any 1963, Macmillan va dimitir i va recomanar a la reina de designar com a primer ministre al comte Home, consell que va seguir. També seria una altra vegada el blanc de les crítiques pel nomenament del primer ministre amb l'assessorament d'un petit grup de ministres, o només un d'ells. El 1965, els conservadors van optar per un mecanisme formal per a l'elecció d'un líder, la qual cosa la va eximir de participar-hi.
El 1957, Elisabet va realitzar una visita d'Estat en representació de la Mancomunitat de Nacions als Estats Units, on es va dirigir a l'Assemblea General de les Nacions Unides. En la mateixa gira, va inaugurar la vintitresena sessió parlamentària del Canadà, convertint-se en el primer monarca d'aquest país a fer-ho. Dos anys més tard, va tornar a visitar els Estats Units com a representant del Canadà. El 1961, va realitzar una gira per Xipre, l'Índia, Pakistan, Nepal i l'Iran. Durant una visita a Ghana el mateix any, va desestimar els temors sobre la seva seguretat, malgrat que el president Kwame Nkrumah, que l'havia reemplaçat com a cap d'Estat, era un blanc per als assassins.Harold Macmillan va escriure: «La reina sempre ha estat absolutament decidida... És impacient amb l'actitud que prenen cap a ella com si fos... una estrella de cinema... de debò té "el cor i l'estómac d'un home"... estima el deure i el que significa ésser una reina». El 1959, al costat del president Dwight D. Eisenhower, va inaugurar oficialment la via marítima del Sant Llorenç, sistema de rescloses, conductes i canals que permet als bucs oceànics viatjar des de l'oceà Atlàntic fins al llac Superior.
Els seus embarassos dels prínceps Andreu i Eduard el 1959 i 1963 respectivament, van ser les dues úniques ocasions en les quals la reina es va absentar en les cerimònies d'obertura de les sessions parlamentàries del Regne Unit. A més de complir amb els seus actes tradicionals, també va instituir nous hàbits. El seu primer passeig real, envoltada per membres del públic general, va tenir lloc durant una gira per Austràlia i Nova Zelanda l'any 1970.
Les dècades de 1960 i 1970 van estar marcades per una acceleració de la descolonització de l'Àfrica i el Carib. Més de 20 països es van independitzar del Regne Unit com a part d'una transició planificada cap a un govern autònom. El 1965, però, el primer ministre de Rhodèsia, Ian Smith, va autoproclamar la independència malgrat l'oposició dels moviments dels negres, retirant el país de la Mancomunitat de Nacions. Tot i que la reina va acomiadar Smith en una declaració formal i la comunitat internacional va aplicar sancions contra Rhodèsia, el règim de Smith va perdurar més d'una dècada.
Al febrer de 1974, el primer ministre britànic Edward Heath va cridar a eleccions generals al mig de la gira de la reina per la Conca de el Pacífic, per la qual cosa va haver d'interrompre la seva visita per volar de tornada a la Gran Bretanya. El resultat inconclús de l'elecció va significar que Heath, del Partit Conservador, que tenia la major quantitat de vots però no la majoria absoluta, podria romandre en el càrrec si es formava una coalició amb els liberals. Heath va renunciar quan les discussions sobre la formació d'un govern cooperatiu fracassaren, després que la reina parlés amb el líder de l'oposició, el laborista Harold Wilson, per formar un govern.
Un any més tard, amb la crisi constitucional australiana de 1975, el primer ministre australià Gough Whitlam va ser destituït del seu càrrec pel governador general sir John Kerr, després que el Senat rebutgés les propostes de pressupost de Whitlam. Com Whitlam tenia la majoria de vots a la Cambra de Representants, el president Gordon Scholes es va comunicar amb Elisabet per revertir la decisió de Kerr. La reina s'hi va negar, afirmant que no intervindria en les decisions reservades per al governador general segons el que estableix la Constitució d'Austràlia. Aquesta crisi va alimentar el republicanisme australià.

### Jubileu de plata

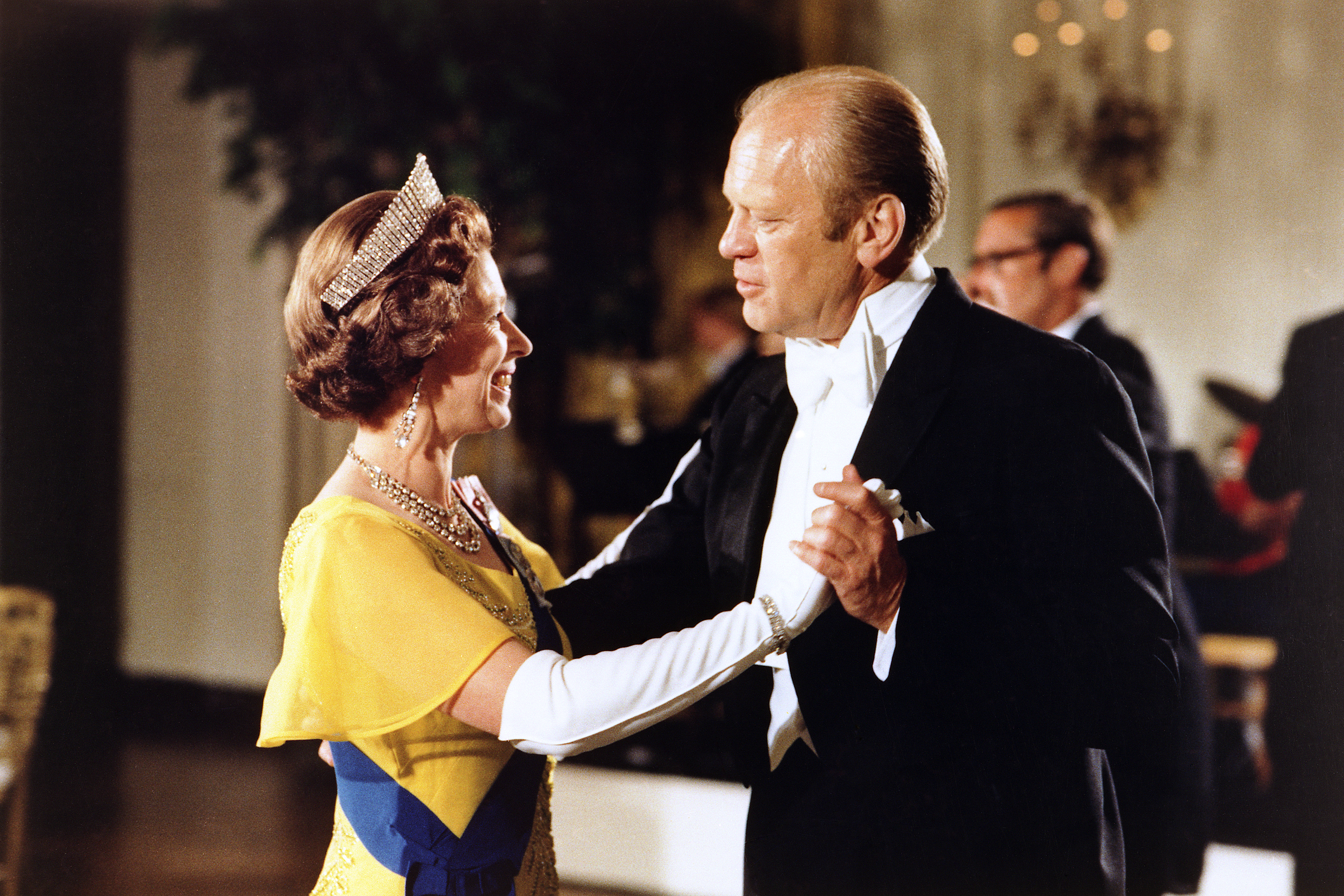
Elisabet II ballant amb el president estatunidenc Gerald Ford durant un sopar d'Estat al juliol de 1976.

El 1977, Elisabet va celebrar el seu jubileu de plata com a reina, per al qual es van dur a terme festes i esdeveniments al llarg de tot el Regne Unit, molts dels quals van coincidir amb gires nacionals i viatges per països membres de la Mancomunitat. Les celebracions van reafirmar la popularitat de la reina, malgrat les notes negatives de la premsa que es trobava més enfocada en la separació de la princesa Margarida del seu marit. Al febrer de 1977, es van realitzar algunes cerimònies religioses al llarg de tot el mes. El 17 de maig va realitzar una gira a través Glasgow i al seu torn, va concretar altres viatges d'Estat a Samoa Occidental, Austràlia, Nova Zelanda, Tonga, Fiji, Tasmània, Papua Nova Guinea, el Canadà i l'Índia. En total, es va calcular que la reina amb el seu marit havien recorregut més de 56 mil milles. El 6 de juny de 1977, van començar les celebracions corresponents al seu jubileu de plata com a reina i un dia després, es va dirigir en el carruatge Gold State Coach a la catedral de Saint Paul de Londres per a un servei d'acció de gràcies al qual van assistir caps d'Estat de tot el món i primers ministres britànics retirats. Després, va assistir amb la seva família a un dinar a Guildhall, on va pronunciar un discurs, i de tornada al Palau de Buckingham va saludar des del balcó a la multitud present. Es va estimar que 500 milions de persones van observar la processó per televisió.
El 1978, Elisabet va rebre el dictador comunista de Romania, Nicolae Ceaușescu, en una visita d'estat. L'any següent, la vida de la reina va estar marcada per dos fets: el desemmascarament d'Anthony Blunt, conservador de les obres pictòriques de la reina, com a un espia comunista, i l'assassinat del seu oncle polític lord Mountbatten per part de l'Exèrcit Republicà Irlandès Provisional.
D'acord amb Paul Martin, a finals de la dècada de 1970 Elisabet estava preocupada perquè «la Corona tenia poc sentit» per al primer ministre canadenc Pierre Trudeau. Tony Benn va dir que la reina se sentia «decebuda» amb Trudeau. D'altra banda, aquestes declaracions van semblar confirmar-se per la seva actitud envers la reina, per exemple, quan va lliscar per les baranes del palau de Buckingham i va efectuar algunes piruetes darrere d'Elisabet el 1977, o quan va eliminar alguns símbols reials del Canadà durant el seu mandat. El 1980, alguns polítics canadencs van arribar a Londres per discutir la repatriació de la constitució canadenca i van trobar a Elisabet «millor informada sobre el cas constitucional del Canadà, més que qualsevol dels polítics o buròcrates britànics». Estava interessada en el debat constitucional després del fracàs del projecte de la llei C-60, que havia afectat el seu paper com a cap d'Estat. La repatriació havia sufocat el paper del Parlament britànic en la constitució canadenca, però es va mantenir la monarquia. Trudeau va dir en les seves memòries: «La reina va afavorir el meu intent per reformar la Constitució. Sempre em va impressionar no només per la gràcia que emetia en públic en tot moment, sinó també per la saviesa que va mostrar durant una conversa privada».

### Dècada de 1980

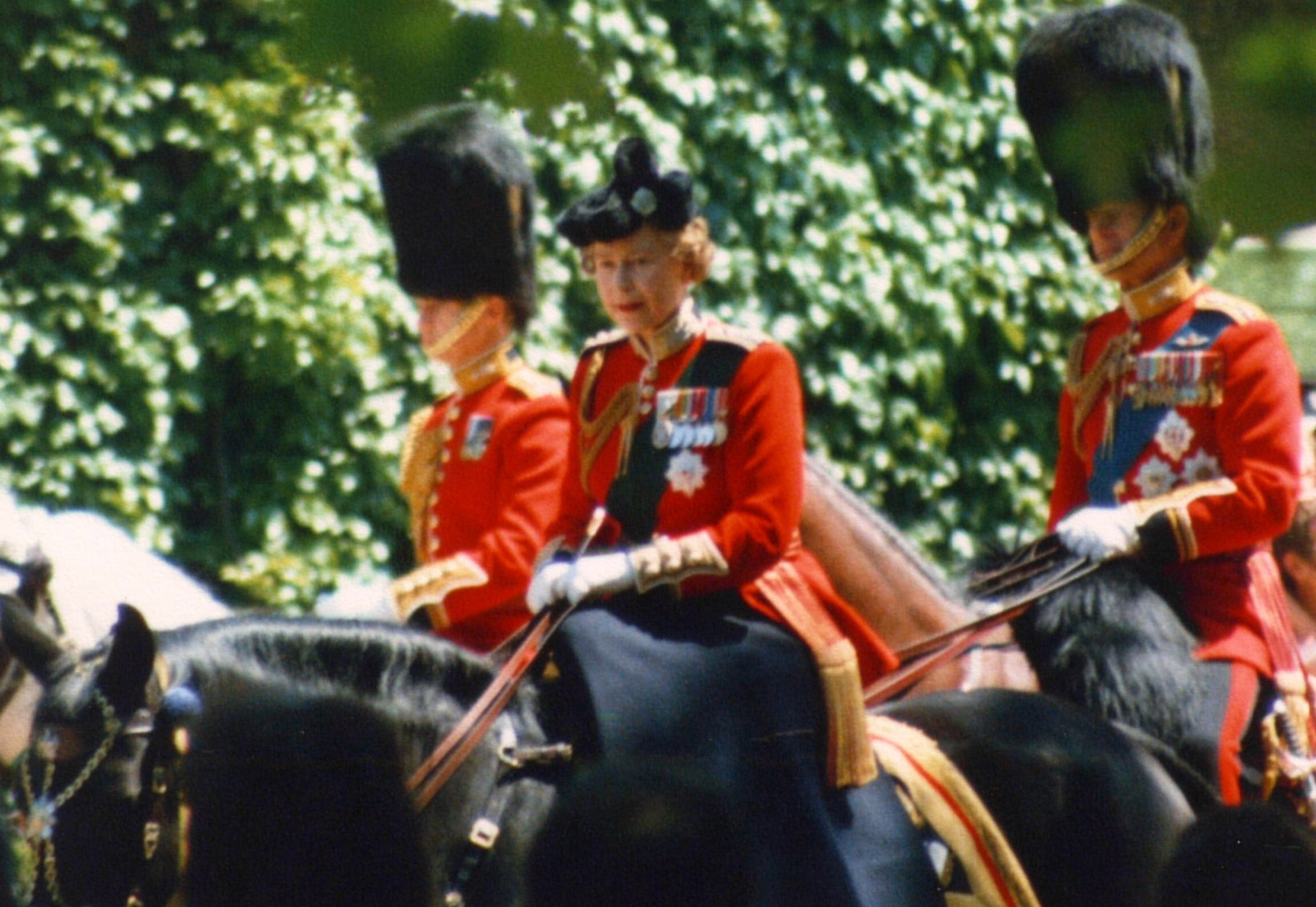
Elisabet muntant a «Burmese» a la cerimònia de Trooping the colour (1981).

Durant la cerimònia Trooping the Colour de 1981 ja només sis setmanes del casament del príncep Carles i Diana Spencer, es van efectuar sis tirs contra la reina des d'una distància curta mentre cavalcava camí a The Mall en el seu cavall «Burmese». Posteriorment, la policia va descobrir que les bales disparades eren de goma. L'agressor de 17 anys, Marcus Sargeant, va ser condemnat a cinc anys de presó i alliberat després de tres. Es va elogiar àmpliament la calma que va mantenir la reina i la seva habilitat per cavalcar. Des d'abril a setembre d'aquest any, la reina va estar especialment orgullosa i una mica ansiosa del seu fill Andreu, mentre aquest servia en les Forces Armades britàniques durant la guerra de les Malvines. El 9 de juliol de l'any següent, quan Elisabet va despertar a la seva habitació del palau de Buckingham, va trobar un intrús, Michael Fagan, aturat al peu del llit. Va mantenir la calma mentre es va comunicar amb el departament central de policia, i va conversar amb Fagan fins que les autoritats van arribar set minuts després. Tot i que va rebre el president Ronald Reagan al castell de Windsor el 1982 i va visitar el seu ranxo de Califòrnia el 1983, es va molestar quan el govern estatunidenc va ordenar la invasió de Grenada, un dels seus regnes del Carib, sense el seu consentiment previ. La visita del papa Joan Pau II el 1982 va ser la primera visita d'un papa catòlic al Regne Unit en 450 anys.
Durant la dècada de 1980, el gran interès mediàtic en les opinions i la vida privada de la família reial britànica va portar a una sèrie d'històries sensacionalistes dins de la premsa, encara que no totes eren certes. L'editor de diari Donald Trelford va escriure a The Observer el 21 de setembre de 1986: «El serial televisiu real ha arribat a tal grau d'interès públic que el límit entre la realitat i la ficció s'ha perdut de vista. No és just que algunes publicacions no corroborin les afirmacions o acceptin desmentits: no els importa si les històries són certes o no».  Es va informar fins i tot, en l'edició de The Sunday Times del 20 de juliol de 1986, que Elisabet estava preocupada que les polítiques econòmiques de la primera ministra britànica Margaret Thatcher promoguessin una major divisió social, i que a més es trobava alarmada pel l'alt índex d'atur, els disturbis de 1981, la violència de la vaga de miners de 1984 i la negativa de Thatcher a aplicar sancions contra l'apartheid a Sud-àfrica. Les fonts dels rumors incloïen l'ajudant reial Michael Shea i el secretari general de la Mancomunitat de Nacions Ramphal Shridath, tot i que Shea va aclarir que les seves afirmacions van ser tretes de context i modificades per la premsa. Thatcher suposadament va dir que la reina votaria pel Partit Social Demòcrata, els opositors polítics de Thatcher. El biògraf de la primera ministra, John Campbell, va afirmar que «els informes només eren un tros de entremaliadures del periodisme». Per desmentir els informes d'acrimònia entre elles, Thatcher va admetre més tard la seva admiració per la reina i, després l'assumpció de John Major, Elisabet atorgà dos honors a Thatcher: l'Orde del Mèrit i l'Ordre de la Garrotera.
El 1987, el nou govern electe a Fiji va ser enderrocat per un cop militar. Elisabet, com a cap d'Estat, va donar suport als intents del governador general, Ratu Sir Penaia Ganilau, per donar suport al poder executiu i negociar un acord. El líder del cop, Sitiveni Rabuka, va deposar Ganilau, va abolir la monarquia i va declarar a Fiji una república. A principis de 1991, l'esperit republicà a la Gran Bretanya va augmentar a causa de les estimacions que feia la premsa sobre el patrimoni particular de la reina, les quals van ser refutades pel palau, i els rumors sobre els festejos i tensions matrimonials en la seva extensa família. La participació dels membres més joves de la reialesa en l'esdeveniment de beneficència It's a Royal Knockout va ser ridiculitzada i la reina va ser el blanc de la sàtira.

### Dècada de 1990

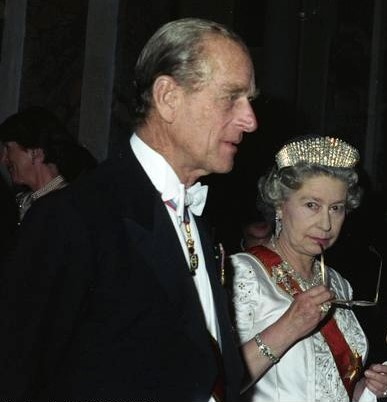
El príncep Felip i Elisabet II (octubre de 1992)

El 1991, arran de la victòria a la guerra del Golf, Elisabet es va convertir en el primer monarca a abordar una sessió al Congrés dels Estats Units. L'any següent, va intentar salvar el matrimoni del seu fill gran, Carles, mitjançant assessories per a ell i la seva dona, Diana, i així tractar de reconciliar-los.
En un discurs pronunciat el 24 de novembre de 1992 per commemorar el 40è aniversari de la seva ascensió al tron, la reina va qualificar l'any 1992 d'annus horribilis, és a dir, «any horrible». Al març, el seu segon fill, el príncep Andreu, duc de York, i la seva dona Sarah, es van separar. A l'abril, la seva filla Anna es va divorciar del seu marit, el capità Mark Phillips. Durant una visita d'Estat a Alemanya a l'octubre, manifestants furiosos li van llançar ous a Dresden, i al novembre el castell de Windsor va patir severs danys després d'un incendi devastador. La monarquia va rebre crítiques en augment i l'escarni públic. En un discurs inusualment personal, Elisabet va expressar que tota institució espera rebre crítiques, però va suggerir que aquestes havien de expressar-se amb un «toc d'humor, tendresa i comprensió». Dos dies més tard, el primer ministre John Major va anunciar reformes en les finances reials que s'havien planejat des de l'any anterior, incloent un pagament de impost sobre la renda per primera vegada, començant el 1993, i una reducció de la llista civil. Al desembre, Carles i Diana es van separar formalment, i l'any va finalitzar amb una demanda de la reina al diari The Sun per violació de drets d'autor quan es va publicar el text del seu missatge anual de Nadal dos dies abans de la seva emissió. El diari es va veure obligat a pagar les despeses legals i va donar 200.000 lliures a obres benèfiques.
Durant els anys següents, els rumors sobre l'estat matrimonial entre Carles i Diana van continuar. En consulta amb el primer ministre Major, l'arquebisbe de Canterbury, George Carey, el seu secretari privat, Robert Fellowes, i el seu marit, Elisabet va escriure a Carles i Diana al desembre de 1995 dient que el divorci era una opció desitjable. Un any després del divorci que va tenir lloc el 1996, Diana va morir en un accident automobilístic a París el 31 d'agost de 1997, moment en què la reina es trobava de vacances a Balmoral amb el seu fill i nets. Els dos fills de Diana volien anar a l'església, així que els seus avis els van portar al matí. Després d'una única aparició pública, durant cinc dies la reina i el duc van protegir als seus nets de l'intens interès de la premsa, mantenint-los a Balmoral, on podien plorar la seva mare en privat. Tanmateix, l'aïllament de la família reial va causar consternació pública. Sota la pressió de la reacció del públic hostil, la reina va tornar a Londres i va acordar una transmissió en viu a tot el món el 5 de setembre, un dia abans del funeral de Diana. A l'emissió, va expressar la seva admiració per ella i els seus sentiments «com àvia» dels prínceps Guillem i Enric. Com a resultat, gran part de l'hostilitat pública va desaparèixer.

### Jubileu d'or

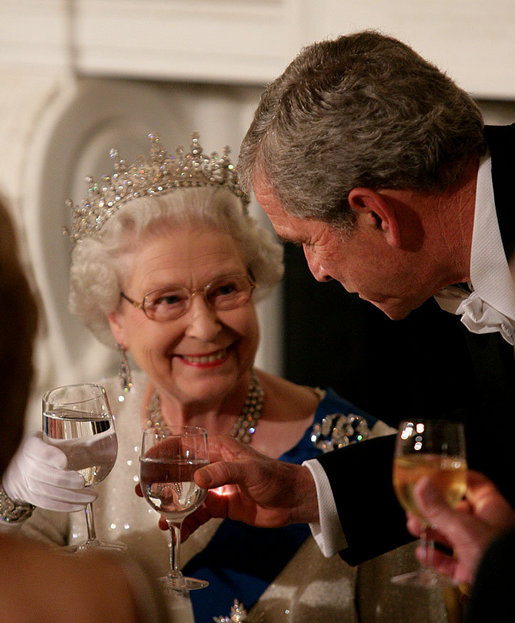
Elisabet II i George W. Bush compartint un brindis durant un sopar d'Estat a la Casa Blanca (7 de maig de 2007).

El 2002, Elisabet va celebrar el seu Jubileu d'or com a reina. La seva germana i la seva mare van morir al febrer i març respectivament, i els mitjans de comunicació van especular sobre si el jubileu seria un èxit o un fracàs. Novament va realitzar una extensa gira pels seus regnes, que va començar a Jamaica al febrer, on va qualificar com a «memorable» al banquet de comiat, després que un tall de llum a la Casa del Rei, la residència oficial del governador general, els sumís en la foscor. Igual que el 1977, va haver-hi festes pels carrers, actes commemoratius i la inauguració de monuments en honor de l'ocasió. Un milió de persones van assistir a les celebracions principals durant tres dies a Londres, i l'entusiasme del públic cap a Elisabet va ser molt major que el predit pels periodistes.
Encara que Elisabet ha gaudit de bona salut durant tota la seva vida, el 2003 va haver de sotmetre's a una artroscòpia als genolls i al juny de 2005 va suspendre alguns compromisos després de contraure un refredat. A l'octubre de 2006, es va perdre la inauguració de l'Emirates Stadium a causa del dolor que li ocasionava una contractura a l'esquena. Dos mesos després, va ser vista amb una bena a la mà dreta a causa d'una mossegada dels seus gossos mentre intentava separar-los quan es barallaven. El 2011, va haver de suspendre un servei religiós de la Reial orde Victoriana al Castell de Windsor a causa d'una hemorràgia nasal i consecutivament, una recepció a causa d'una lesió a l'esquena. El març de 2013, va haver de ser ingressada a l'hospital Eduard VII a causa d'una infecció estomacal amb símptomes de gastroenteritis.
Al maig de 2007, el diari The Daily Telegraph va publicar de fonts no acreditades que la reina estava «desesperada i frustrada» per les polítiques del primer ministre britànic Tony Blair, que li havia confessat en diverses ocasions la seva preocupació que les Forces Armades Britàniques fossin sobrecarregades a l'Iraq i Afganistan i el seu temor per les qüestions rurals i el camp en repetides ocasions. No obstant això, Elisabet va dir admirar els esforços de Blair per aconseguir la pau a Irlanda del Nord. El 20 de març de 2008, a la catedral de Sant Patrici, a Armagh, la reina va assistir a la primera missa reial celebrada fora d'Anglaterra i Gal·les. El 2010, va tenir una trobada a Escòcia amb el papa Benet XVI, que va recordar les profundes arrels cristianes i els valors que sostenen a Gran Bretanya i va encoratjar a conservar-les i promoure-les davant algunes «formes més agressives de secularisme» que ja no les «aprecien o si més no toleren». Per invitació de la presidenta irlandesa, Mary McAleese, al maig de 2011, la reina va realitzar la primera visita d'Estat a la República d'Irlanda.
Elisabet es va dirigir a les Nacions Unides per segona vegada el 2010, en qualitat de reina i cap de la Mancomunitat de Nacions. El secretari general Ban Ki-moon la va presentar com una «àncora per a la nostra època». Durant una gira per Nova York, succeïda per una visita al Canadà, va inaugurar de forma oficial un jardí en memòria de les víctimes britàniques als atemptats de l'11 de setembre. La visita de la reina a Austràlia a l'octubre de 2011, la setzena des de 1954, va ser anomenada la seva «gira de comiat» per la premsa a causa de la seva avançada edat.
Elisabet II va donar inici als Jocs Olímpics d'Estiu de 2012 el 27 de juliol i als Jocs Paralímpics el 29 d'agost a Londres. Durant la cerimònia d'obertura, va realitzar un curtmetratge al costat de Daniel Craig com James Bond. El seu pare, Jordi VI, va inaugurar els Jocs Olímpics de Londres el 1948 i el seu besavi, Eduard VII, els de 1908. Elisabet també va obrir els Jocs de 1976 al Canadà, mentre que el príncep Felip ho va fer amb els de Melbourne el 1956. Elisabet és el primer cap d'Estat a inaugurar dos Jocs Olímpics en dos països diferents.

### Jubileu de diamant

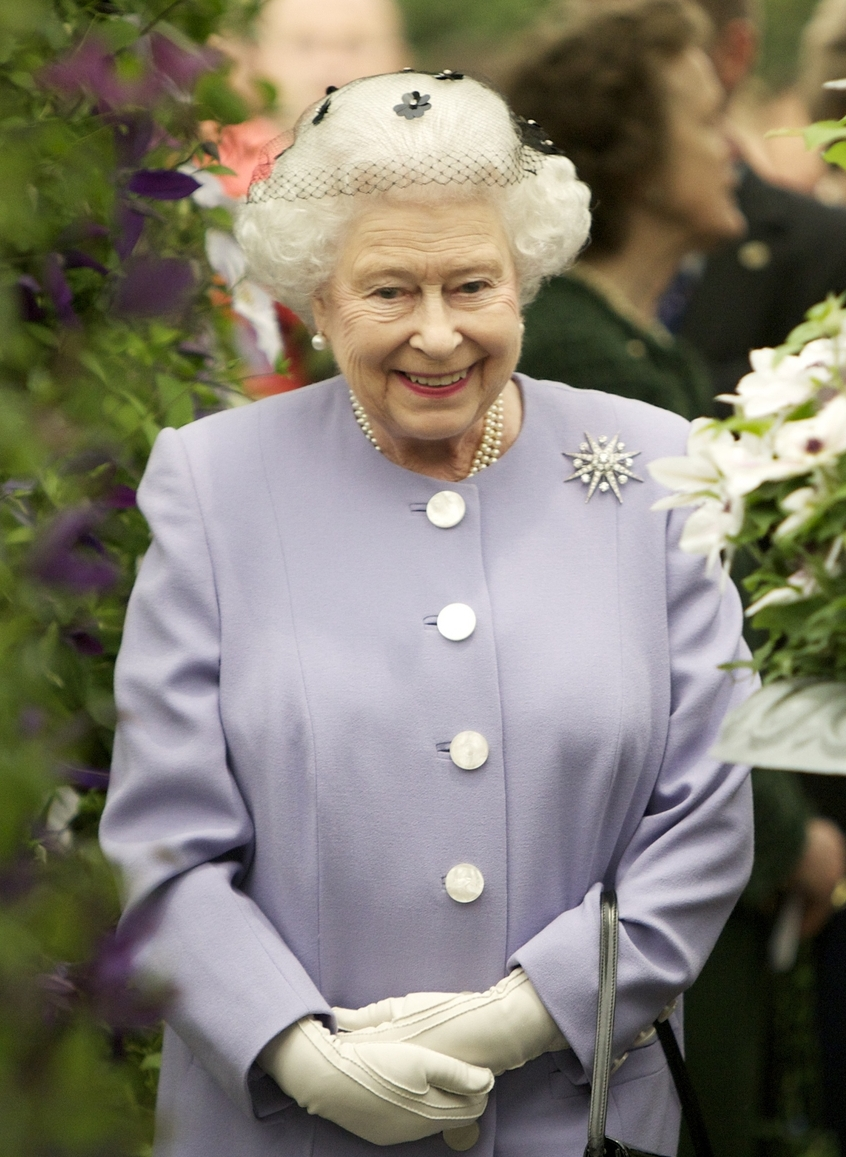
La reina Elisabet II al Chelsea Flower Show (2012).

El Jubileu de diamant d'Elisabet II va commemorar els seus 60 anys com a reina, amb celebracions arreu de tots els seus regnes, l'àmplia Mancomunitat de Nacions. En un missatge difós pel Palau de Buckingham, va declarar: «En aquest any especial, mentre em dedico novament al seu servei, espero que tots recordem el poder de la unió i la força de la família, l'amistat i el bon veïnatge… També espero que aquest any del jubileu es converteixi en un temps per donar gràcies pels grans avenços que s'han fet des de 1952 i mirin cap al futur amb el cap clar i el cor càlid». Elisabet i el seu espòs van dur a terme una extensa gira pel Regne Unit, mentre que els seus fills i nets es van embarcar en gires reials per tota la Mancomunitat en representació de la reina.
Els únics monarques del segle XX i XXI a celebrar els seus propis jubileus de diamants van ser el rei Rama IX de Tailàndia el 2006, l'antic sultà de Johor (ara part de Malàisia) el 1955 i l'emperador Hirohito del Japó el 1986. La reina Victòria fins llavors havia estat l'única reina britànica a celebrar un jubileu de diamant el 1897. Elisabet era el monarca britànic més longeu, era el cap d'Estat més antic al món, posseïa el rècord del matrimoni real britànic més llarg i representava el regnat més extens de la història britànica (superant la seva rebesàvia, la reina Victòria, el 9 de setembre de 2015). No tenia intenció d'abdicar, encara que la proporció de funcions públiques realitzades pel príncep Carles havia augmentat a mesura que Elisabet anava reduint els seus compromisos.
Després d'encapçalar una desfilada nàutica pel riu Tàmesi a bord de l'embarcació Spirit of Chartwell en companyia de la família reial i d'aparèixer en un concert amb la presència de Paul McCartney, Elton John i Kylie Minogue (va ser el més vist de l'any amb una audiència mitjana de 14,7 milions d'espectadors), Elisabet va finalitzar les celebracions pel seu Jubileu de diamant el 5 de juny de 2012 amb un servei religiós a l'Abadia de Westminster propiciat per l'arquebisbe de Canterbury, seguit per una recepció a Mansion House, una processó de carrosses i la sortida a la balconada al Palau de Buckingham sense comptar amb la presència del seu espòs, el duc d'Edimburg, que havia estat ingressat.

### Jubileu de safir
La monarca va celebrar el seu 65è aniversari en el tron a Sandringham el 6 de febrer de 2017, convertint-se en la primera monarca britànica a commemorar el jubileu de safir, però no la primera europea. Al migdia, artillers amb uniformes d'època van disparar una salva de 41 canonades a Green Park i va haver-hi unes altres salves a la Torre de Londres, Cardiff i Edimburg. Es va emetre un segell especial amb motiu d'aquesta data.

## Mort
El dia 8 de setembre de 2022, el Palau de Buckingham va anunciar que la reina estava sota supervisió mèdica a Balmoral i que els metges estaven preocupats. Els seus quatre fills i els prínceps Guillem i Harry van viatjar per estar al seu costat. Finalment, poc després de dos quarts de set (hora anglesa), se'n va anunciar la mort.
A partir d'aquell moment es va iniciar l'Operació London Bridge i, atès que va morir a Escòcia, l'Operació Unicorn, per coordinar totes les accions posteriors a la mort de la Reina. El seu darrer acte públic va ser el nomenament de Liz Truss com a primer ministre dos dies abans de la seva mort.
El seu funeral es va celebrar a l'Abadia de Westminster a les 11:00 BST del 19 de setembre de 2022, i va ser enterrada a la Capella Commemorativa del Rei Jordi VI, part de la Capella de Sant Jordi al Castell de Windsor, al voltant de les 21:00 del mateix dia, en una cerimònia privada amb només la seva família més propera, que no va ser transmesa ni filmada per al públic en general.

## Imatge pública i tarannà
Elisabet poques vegades concedí entrevistes i se'n sap poc de les seves opinions personals. Com a monarca parlamentària, no expressà mai les seves opinions polítiques en un fòrum públic. Mantingué un profund sentit del deure religiós i civil i es considera que es prengué el seu jurament de coronació molt seriosament. A part del seu paper religiós com a cap de l'Església d'Anglaterra, mantingué una excel·lent relació amb la seva església i la d'Escòcia.
Es reuní amb líders d'altres religions, a més de concedir-li el seu mecenatge personal al Consell de Cristians i Jueus.

Elisabet II i Ronald Reagan muntant a cavall a Windsor (1982)

En el seu missatge anual de Nadal per a la Mancomunitat de Nacions, sovint oferí característiques sobre la seva fe, com l'any 2000, quan hi va parlar sobre el significat teològic del nou mil·lenni que marcava el 2000è aniversari del naixement de Jesucrist.
Elisabet II fou patrona de més de 600 organitzacions benèfiques i d'altres tipus. Les seves aficions principals varen ser l'equitació i els gossos, especialment els seus Corgis. El seu vestuari consistí generalment en abrics de colors sòlids i barrets decoratius, que li permeteren ser vista fàcilment entre la multitud.
El novembre de 1999, en un referèndum a Austràlia sobre el futur de la monarquia, es va preferir la seva permanència en lloc d'un cap d'Estat triat indirectament. Després de superar diverses crisis d'imatge especialment fortes als anys 90, les enquestes dutes a terme a la Gran Bretanya el 2006 i 2007 van revelar un immens suport cap a Elisabet, i els referèndums de Tuvalu el 2008 i de Saint Vincent i les Grenadines de 2009 van rebutjar les propostes per abolir la monarquia.
Elisabet va ser parodiada durant la dècada de 1980 en el cicle de televisió Spitting Image i el 2006 va ser interpretada per l'actriu Helen Mirren a The Queen, pel·lícula dirigida per Stephen Frears, que relata la reacció de la reina davant la mort de Lady Diana el 1997. El 2010 va ser encarnada per la jove Freya Wilson a The King's Speech (guanyadora de quatre premis Óscar, amb Colin Firth i Geoffrey Rush). En la popular sèrie televisiva Els Simpson, va figurar com a estrella convidada en alguns episodis com The Regina Monologues, To Surveil With Love i The Simpsons 138th Episode Spectacular. Des de 2016, Netflix ha produït 4 temporades de The Crown, la sèrie més cara de la història, que tracta sobre la vida d'Elisabet II i de la cort reial britànica en general.
També figurà en nombrosos bitllets i monedes de diferents països: Regne Unit, Canadà, Austràlia, Nova Zelanda, Fiji, Barbados, Bahames, Belize, així com a Bermudes, Illes Malvines, Illes Caiman, Carib Oriental, Gibraltar, Guernsey, Illa de Man, Jersey i Santa Elena. Les estampilles o segells postals del Regne Unit no portaren el nom del país, sinó l'efígie de la reina.

## Finances i propietats

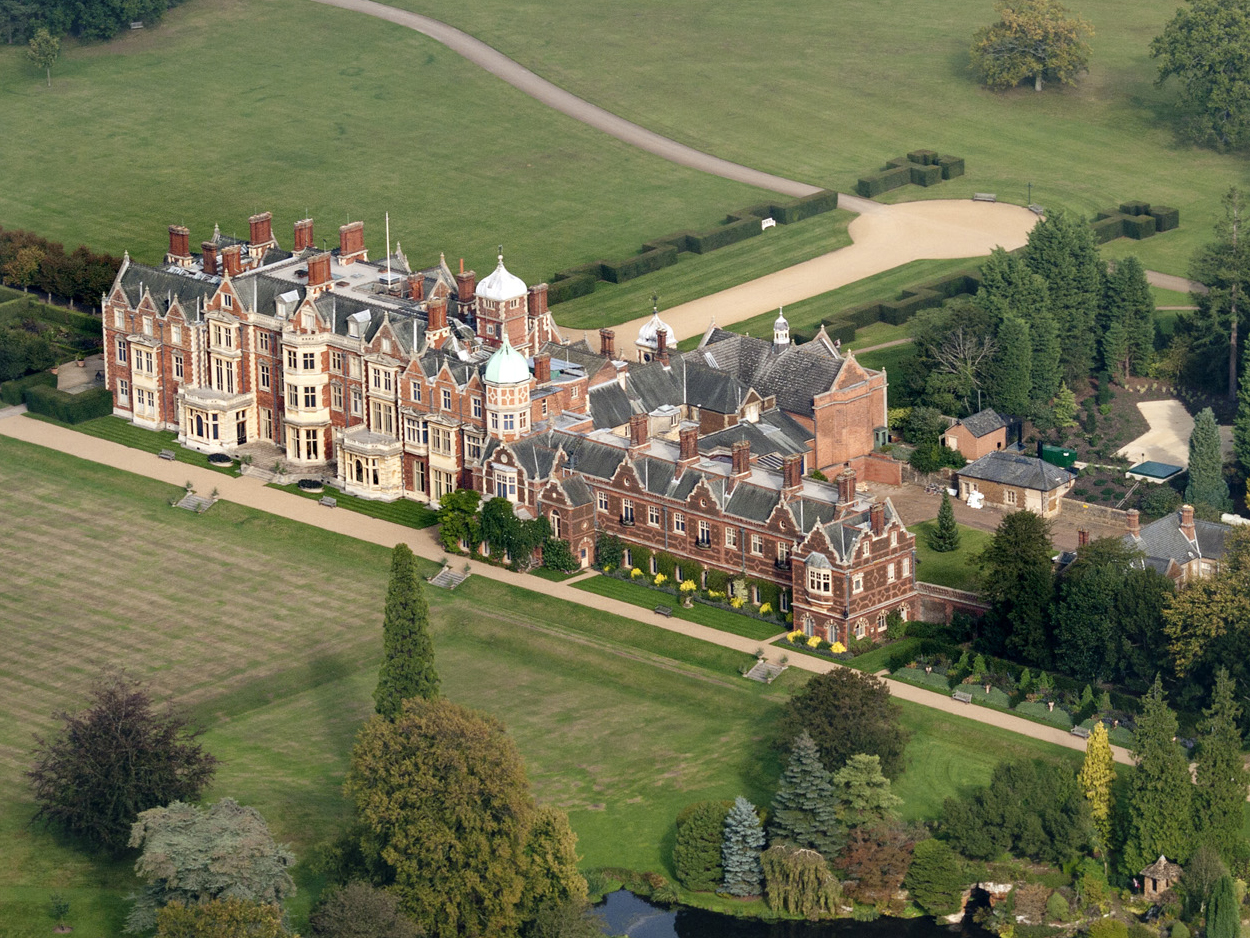
Sandringham House, la residència d'Elizabeth a Norfolk, que ella posseïa personalment.

La riquesa personal d'Elisabet va ser objecte d'especulació durant molts anys. El 1971, Jock Colville, el seu antic secretari privat i director del seu banc, Coutts, va estimar la seva riquesa en 2 milions de lliures (equivalents a uns 30 milions de lliures el 2021). El 1993, el Palau de Buckingham va qualificar les estimacions de 100 milions de lliures com a "extremadament exagerades". El 2002, va heretar de la seva mare un patrimoni valorat en uns 70 milions de lliures. La Llista de Rics del Sunday Times de 2020 va estimar la seva riquesa personal en 350 milions de lliures, el que la converteix en la 372a persona més rica del Regne Unit. Va ser la número u de la llista quan es va iniciar en la Llista de Rics del Sunday Times de 1989, amb una riquesa declarada de 5.200 milions de lliures (aproximadament 13.800 milions de lliures en valor actual), que incloïa actius estatals que no eren seus personalment.
La Col·lecció Reial, que inclou milers d'obres d'art històriques i les Joies de la Corona, no era de propietat personal, sinó que es descrivia com a mantinguda en fideïcomís per Isabel per als seus successors i la nació, igual que les seves residències oficials, com el Palau de Buckingham i el Castell de Windsor, i el Ducat de Lancaster, una cartera de propietats valorada en 472 milions de lliures el 2015. Els Papers del Paradís, filtrats el 2017, mostren que el Ducat de Lancaster tenia inversions als paradisos fiscals britànics de les Illes Caiman i les Bermudes. La Casa de Sandringham, a Norfolk, i el Castell de Balmoral, a Aberdeenshire, eren propietat personal d'Elisabet. El Patrimoni de la Corona - amb possessions per valor de 14.300 milions de lliures el 2019- es manté en fideïcomís i no podia ser venut ni posseït per ella a títol personal.

## Tractaments i títols

### Tractaments
| Des de                 | Fins a                 | Títol Complet                                             |
| ---------------------- | ---------------------- | --------------------------------------------------------- |
| 21 d'abril de 1926     | 11 de desembre de 1936 | S'Altesa Reial la princesa Elisabet de York.              |
| 11 de desembre de 1936 | 20 de novembre de 1947 | S'Altesa Reial la princesa Elisabet                       |
| 20 de novembre de 1947 | 6 de febrer de 1952    | S'Altesa Reial la princesa Elisabet, duquessa d'Edimburg. |
| 6 de febrer de 1952    | 8 de setembre de 2022  | Sa Majestat la Reina.                                     |

### Títols
Elisabet II obtingué de manera creixent títols al llarg de la seva vida: primer com a neta i filla de reis, després per matrimoni (com els de duquessa d'Edimburg o comtessa de Merioneth) i finalment com a sobirana. Oficialment, tingué un títol diferent en cadascun dels seus regnes: Reina del Canadà al Canadà, reina d'Austràlia a Austràlia, etc. A les Illes del Canal i l'Illa de Man, que són dependències de la Corona i que no pertanyen al Regne Unit, és reconeguda com a duc (duke) de Normandia i senyor (lord) de Man respectivament, i a Fiji com a cap suprem pel Gran Consell de Caps, sense atribucions constitucionals, ja que Fiji és una república, fins a la dissolució d'aquesta institució el 2012. Altres títols tradicionals són Defensora de la Fe i duc de Lancaster.
Oficialment, el seu títol al Regne Unit fou: Elisabet Segona, per la Gràcia de Déu, reina del Regne Unit de la Gran Bretanya i Irlanda del Nord, i dels seus altres Regnes i Territoris, cap de la Mancomunitat de Nacions, defensora de la Fe.

## Família

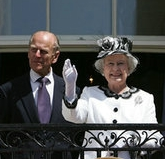
Elisabet II al costat del seu consort, Felip d'Edimburg

Amb el seu marit, el duc d'Edimburg, la reina tingué quatre fills: Carles, Anna, Andreu i Eduard. A més, el matrimoni tingué vuit nets i vuit besnets.
- Carles, príncep de Gal·les (nascut el 14 de novembre de 1948), és l'hereu de la Corona britànica. Es va casar el 29 de juliol de 1981 amb Diana, princesa de Gal·les (1961-1997), amb la qual va tenir als seus dos fills: Guillem de Cambridge i Enric de Sussex. Es va divorciar de Diana el 28 d'agost de 1996. El 9 d'abril de 2005 es va casar en segones núpcies, en una cerimònia civil, amb Camil·la, duquessa de Cornualla .
  - Guillem, duc de Cambridge (nascut el 21 de juny de 1982), es va casar el 29 d'abril de 2011 amb Catherine Middleton, actualment coneguda com a Caterina, duquessa de Cambridge (nascuda el 9 de gener de 1982). És el segon en la línia de successió al tron britànic .
    - Príncep Jordi de Cambridge (nascut el 22 de juliol de 2013). Des del seu naixement, ocupa el tercer lloc en la línia de successió al tron britànic .
    - Princesa Carlota de Cambridge (nascuda el 2 de maig de 2015).
    - Príncep Luis de Cambridge (nascut el 23 d'abril de 2018).

  - Príncep Enric, duc de Sussex (nascut el 15 de setembre de 1984), es va casar el 19 de maig de 2018 amb Meghan Markle, actualment coneguda com a Meghan, duquessa de Sussex (nascuda el 4 d'agost de 1981).
    - Archie Mountbatten-Windsor (nascut el 6 de maig de 2019).
- Anna, princesa reial (nascuda el 15 de agost de 1950), es va casar el 14 de novembre de 1973 amb el capità Mark Phillips (nascut el 22 de setembre de 1948) i va tenir dos fills Peter Phillips i Zara Phillips. Es va divorciar el 28 d'abril de 1992. El seu segon matrimoni es va celebrar el 12 de desembre de 1992 amb el vicealmirall Sir Timothy Laurence (nascut l'1 de març de 1955).
  - Peter Phillips (nascut el 15 de novembre de 1977), es va casar el 17 de maig de 2008 amb Autumn Patricia Kelly (nascuda el 3 de maig de 1978).
    - Savannah Phillips (nascuda el 29 de desembre de 2010).
    - Illa Phillips (nascuda el 29 de març de 2012).

  - Zara Tindall (nascuda el 15 de maig de 1981), es va casar el 30 de juliol de 2011 amb Michael James Tindall (nascut el 18 d'octubre de 1978).
    - Mia Tindall (nascuda el 17 de gener de 2014).
    - Lena Tindall (nascuda el 18 de juny de 2018).
- Andreu, duc de York (nascut el 19 de febrer de 1960), es va casar el 23 de juliol de 1986 amb Sarah, duquessa de York (nascuda el 15 d'octubre de 1959), mare de les seves dues filles: Beatriu i Eugènia. Es va divorciar el 30 de maig de 1996.
  - Princesa Beatriu de York (nascuda el 8 de agost de 1988). Es va casar amb Edoardo Mapelli Mozzi el 17 de juliol de 2020 (nascut el 19 de novembre de 1983).
  - Princesa Eugènia de York (nascuda el 23 de març de 1990). Es va casar amb Jack Brooksbank el 12 d'octubre de 2018 (nascut el 3 de maig de 1986).
- Eduard, comte de Wessex (nascut el 10 de març de 1964), es va casar el 19 de juny de 1999 amb Sofia, comtessa de Wessex (nascuda el 20 de gener de 1965).
  - Lady Lluïsa Mountbatten-Windsor (nascuda el 8 de novembre de 2003).
  - Jaume Mountbatten-Windsor, vescomte Severn (nascut el 17 de desembre de 2007).

## Interpretacions en cinema i televisió

### Cinema
| Any  | Pel·lícula                             | Actriu            | Direcció        |
| ---- | -------------------------------------- | ----------------- | --------------- |
| 2015 | Els Mínions                            | Jennifer Saunders |                 |
| 2015 | A Royal Night Out                      | Sarah Gadon       | Julian Jarrold  |
| 2011 | William and Kate: A Royal Romance      | Jane Alexander    | Linda Yellen    |
| 2009 | 2012                                   | Elizabeth Richard | Roland Emmerich |
| 2006 | La reina                               | Helen Mirren      | Stephen Frears  |
| 1993 | Diana: Her True Story                  | Anne Stallybrass  |                 |
| 1988 | Agafa-ho com puguis                    | Jeannette Charles | David Zucker    |
| 1982 | The Royal Romance of Charles and Diana | Dana Wynter       |                 |

### Sèries de televisió
| Any          | Títol       | Actriu                                                        | Director     |
| ------------ | ----------- | ------------------------------------------------------------- | ------------ |
| 2016-present | The Crown   | Claire Foy (T1-T2) Olivia Colman (T3-T4) Imelda Staunton (T5) | Peter Morgan |
| 2010         | Els Simpson | --                                                            | --           |